# كيفن هوستون
كيفن هوستون (1960 - ) (بالإنجليزية: Kevin Houston)‏ هو مدرب كرة سلة ولاعب كرة سلة أمريكي في مركزي مدافع مسدد الهدف وهجوم خلفي.

## وصلات خارجية
- كيفن هوستون على موقع كلية كرة السلة في سبورتس رفرنس.كوم (الإنجليزية)